# فيل هلم
فيل هلم (بالإنجليزية: Phil Holme)‏ هو لاعب كرة قدم بريطاني في مركز الهجوم، ولد في 21 يونيو 1947 في Briton Ferry ‏ في المملكة المتحدة. لعب مع سوانزي سيتي.